# 重顕寺 (福山市)
重顕寺（ちょうけんじ）は、広島県福山市水呑町にある日蓮宗の寺院。山号は清光山。旧本山は大本山妙顕寺(四条門流)、達師法縁(繁珠会)。備後における日蓮宗最初の寺院として知られる。

## 歴史
応長元年（1311年）建立の真言寺院を元徳2年（1330年）日像が日蓮宗に改宗した。現在の本堂は明治43年（1910年）に再建されたもの。

## 参考資料
- 日蓮宗寺院大鑑編集委員会『宗祖第七百遠忌記念出版 日蓮宗寺院大鑑』大本山池上本門寺 (1981年)
- 備陽史探訪103号　2001年10月13日

座標: 北緯34度26分40.3秒 東経133度22分32.8秒 / 北緯34.444528度 東経133.375778度